# Bögöt, Vas
Bögöt  este un sat în districtul Sárvár, județul Vas, Ungaria, având o populație de 402 locuitori (2011). 

## Demografie
Componența etnică a satului Bögöt
     Maghiari (95,87%)
     Romi (3,31%)
     Germani (0,83%)
Componența confesională a satului Bögöt
     Necunoscută (99,25%)
     Reformați (0,75%)
Conform recensământului din 2011, satul Bögöt avea 402 locuitori. Din punct de vedere etnic, majoritatea locuitorilor (95,87%) erau maghiari, cu o minoritate de romi (3,31%). . Pentru 99,25% din locuitori nu este cunoscută apartenența confesională.